# Anrinona

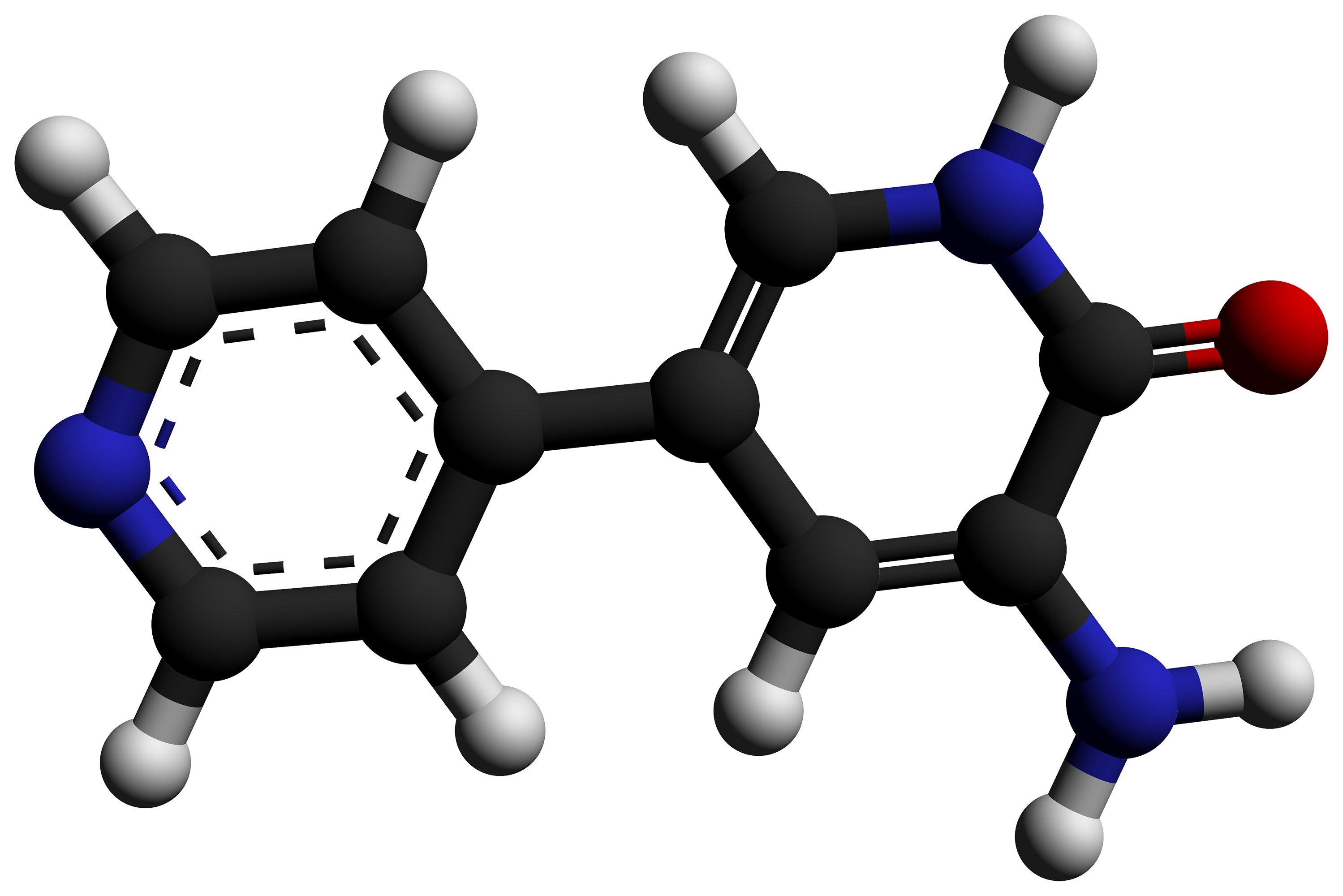
Anrinona

Anrinona é um fármaco utilizado pela medicina como inotrópico cardíaco, apresentando atividade vasodilatadora.